# Batalha de Marengo
A Batalha de Marengo foi travada no dia 14 de Junho de 1800, durante a Segunda Campanha de Napoleão em Itália. Esta batalha foi uma importante vitória das forças francesas, sob o comando de Napoleão Bonaparte, porque obrigou os austríacos a aceitarem a derrota da campanha e a se retirarem do norte da Itália.

## Antecedentes
Após a assinatura do Tratado de Campoformio (1797), que punha um fim à Guerra da Primeira Coligação (1792-1797), a França continuou a expandir-se em Itália. Depois da assinatura daquele tratado os Franceses ocuparam Roma e proclamaram a República Romana (1798-1799). No mesmo ano ocuparam Nápoles e fundaram a República Napolitana. Ainda nesse ano de 1799, as tropas do Exército do Oriente, sob o comando de Napoleão Bonaparte, ocuparam Malta e invadiram o Egito. Esta expansão alarmou as outras potências europeias e levou à formação da Segunda Coligação. Os confrontos entre Austríacos e Franceses começaram antes de a Segunda Coligação estar concluída.
No Norte de Itália, os exércitos austríaco e russo, sob o comando do General Alexander Suvarov, infligiram várias derrotas aos Franceses que perderam praticamente todos os ganhos da Primeira Campanha de Napoleão em Itália. No entanto, na Suíça, a 25 de Setembro, o General Massena derrotou as forças russas do General Korsakov. Suvarov dirigiu-se para a Suíça mas os Franceses impediram-no de atravessar os Alpes. A Norte, a expedição anglo-russa sob o comando do Duque de York, que tinha desembarcado na República Batava, foi obrigada a retirar. Esta sucessão de derrotas e as divergências nos objetivos da guerra levaram o casar Paulo I a retirar a Rússia da Segunda Coligação. Embora os Franceses tenham perdido as suas anteriores conquistas em Itália, a realidade é que se verificou uma grande falta de coordenação entre as forças da Coligação.
Napoleão chegou a França, vindo do Egipto, em Outubro de 1799. Em Novembro, o golpe de estado do Brumário tornou-o Primeiro Cônsul. Em Dezembro, Napoleão apresenta propostas de paz aos soberanos britânico e austríaco. Essas propostas são recusadas. Desta forma, é necessário continuar a guerra. O plano de Napoleão é lançar duas ofensivas complementares: na Alemanha e no Norte de Itália. Na Alemanha, a ofensiva será lançada sob o comando do general Moreau. Napoleão irá intervir pessoalmente na Itália. Desta forma, teve início, em Maio de 1800, a Segunda Campanha de Napoleão em Itália.
O Exército de Reserva, destinado à campanha em Itália, foi reunido na região de Dijon, de onde partiu para a travessia dos Alpes. Entretanto, o Exército de Itália, sob o comando de Massena, sofreu uma importante derrota e ficou dividido em dois. Uma parte do exército retirou para a região de Nice enquanto outra parte, sob o comando de Massena, ficou cercada em Génova. Napoleão atravessou os Alpes com o Exército de Reserva e ocupou Milão em 2 de Junho. No dia 8 teve conhecimento da capitulação de Génova e, no dia seguinte, avançou para sul do Rio Pó. Em Casteggio (Montebello), no dia 9 de Junho, deu-se um encontro com as forças austríacas que, após o cerco de Génova, se dirigiam para Alexandria, onde o comandante austríaco, o general Michael von Melas, estava a reunir o seu exército.
Napoleão ordenou a travessia do Rio Scrivia e o avanço para Alexandria. Desconhecendo a situação dos austríacos, no dia 13 de Junho, Napoleão enviou uma divisão para norte a fim de vigiar as passagens do Rio Pó e outra, sob o comando do General Desaix, em direcção a Novi, para impedir o General Melas de recuar para Génova. O seu exército estava assim disperso quando os austríacos tomaram a iniciativa de atacar.

## O campo de batalha
Marengo é uma aldeia do Nordeste de Itália, Província do Piemonte, situada cerca de 4 km a Leste de Alexandria, perto da confluência dos rios Tanaro e Bormida. Trata-se da referência que deu o nome a esta batalha. Os combates, no entanto, estenderam-se numa frente entre Marengo e Castel-Ceriolo e para Leste até San Giuliano Vecchio.
Na época em que se deu a batalha, o terreno entre San Giuliano e o Rio Bormida era levemente ondulado e descia até à planície na margem do rio, onde cresciam alguns bosques. Para além deste, a cerca de 11 km à frente, podiam ser vistas as muralhas e as torres de Alexandria. Este terreno estava cultivado com cereais, oliveiras e vinhas e existiam várias quintas com os seus muros altos. Em San Giuliano passa uma estrada no sentido Este-Oeste, com uma bifurcação que passava por Marengo; uma outra estrada, para sul vai em direção a Novi e, para norte, em direcção a Sale. A ausência de diques de irrigação tornava este terreno, em geral, apropriado para a cavalaria. A norte de Marengo, junto ao rio, os terrenos tinham zonas pantanosas.

## As forças em presença

### As forças francesas

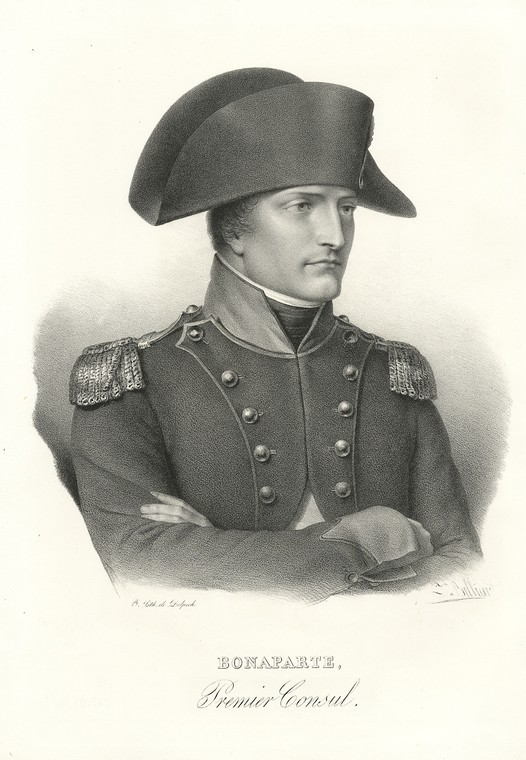
Litografia de François Séraphin Delpech (1778–1825) representando Napoleão Bonaparte como Primeiro Cônsul.

As forças francesas estavam sob o comando de Napoleão Bonaparte e eram constituídas pelo Exército de Reserva e um destacamento do Exército do Reno que não chegou a participar na batalha. Assim, as tropas francesas que estiveram presentes na Batalha de Marengo tinham um efectivo de 28 127 homens e estavam organizadas emː
- I Corpo, sob o comando do General de Divisão Claude Victor-Perrin. Este corpo era constituído por:

- - Divisão do general Gaspard Amédée Gardanne com seis batalhões de infantaria;

- - Divisão do general Dominique-André de Chambarlhac com nove batalhões de infantaria.

- II Corpo, sob comando do general Jean Lannes. Este corpo era constituído pela divisão do general François Watrin, sendo esta formada por 12 batalhões de infantaria.
- III Corpo, sob comando do general Louis Charles Antoine Desaix.[nota 1] Este corpo era constituído por:

- - Divisão do general René Nicolas Monnier com oito batalhões de infantaria;

- - Divisão do general Jean Boudet com nove batalhões de infantaria e 1 batalhão da Guarda Consular.[nota 2]

- Divisão de Cavalaria, sob comando do general Joachim Murat. Esta divisão era formada por:

- - Brigada do general Pierre Clément de Champeaux com onze esquadrões de dragões;

- - Brigada do general François-Étienne de Kellermann com quatro mais ½ esquadrões de cavalaria;

- - Brigada do general Olivier Macoux Rivaud de La Raffinière com quatro esquadrões de hussardos e 4 esquadrões de caçadores a cavalo.

- Reserva, constituída por 4 esquadrões de dragões, 4 esquadrões de caçadores a cavalo, 3 esquadrões de hussardos e 5 esquadrões de cavalaria, sendo 3 da Guarda Consular.

### As forças austríacas

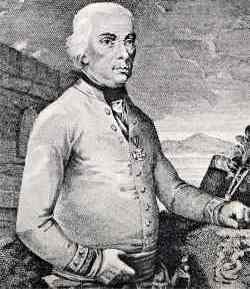
Michael von Melas, o comandante austríaco na Batalha de Marengo.

As forças austríacas estavam sob o comando do general Michael von Melas. Na Batalha de Marengo participaram 23 294 homens de infantaria, 5 202 de cavalaria e 600 de engenharia. Os austríacos dispunham ainda de 92 bocas de fogo de artilharia. As tropas austríacas atacaram organizadas em três colunasː
- 1ª coluna, ao centro, sob o comando imediato do general Melas. Esta coluna tinha um total de 13.795 homens de infantaria, 1 820 de cavalaria e 100 de engenharia.[nota 3] Destes, 832 de infantaria, 458 de cavalaria e os 100 homens de engenharia constituíam a guarda avançada sob o comando do Oberst (Coronel) Johann Maria Philipp Frimont.
- 2ª coluna, à esquerda, sob o comando do General Peter Ott. Esta coluna tinha um efectivo de 6 762 homens de infantaria, 740 de cavalaria (4 esquadrões) e 100 de engenharia.
- 3ª coluna, à direita, sob o comando do General Andreas O'Reilly von Ballinlough, tinha um efectivo de 2.228 homens de infantaria e 769 de cavalaria.

## A batalha

### Localização, dispositivo e planos
Napoleão Bonaparte tinha poucas informações sobre a situação das unidades austríacas e, quando estas atacaram, os Franceses foram surpreendidos e as suas unidades encontravam-se muito dispersas. O general Suchet, que comandava a parte do Exército de Itália que não tinha ficado cercada em Génova, encontrava-se nos Apeninos ocidentais onde podia controlar os desfiladeiros de Scrivia e Bocchetta e a estrada para Génova. Esta cidade encontrava-se na posse dos austríacos desde 4 de Junho. O corpo de tropas sob o comando do general Bon-Adrien Jeannot de Moncey, destacado do Exército do Reno, encontrava-se a norte do Rio Pó a vigiar as passagens daquele rio bem como as do Rio Ticino. Napoleão encontrava-se em Stradella, cerca de 5 km a sul do Rio Pó. O seu objetivo era cortar todas as linhas de retirada de Melas e, para isso, não manteve o seu exército reunido. Imediatamente disponíveis estavam as tropas de Murat, Victor, Lannes e Desaix. A uma distância que não permitia estabelecer contacto, encontravam-se o corpo de tropas de Moncey e as divisões de Chabran (Corpo de Victor), de Thureau (Corpo de Desaix) e de Loison ou seja, cerca de 23.000 homens.

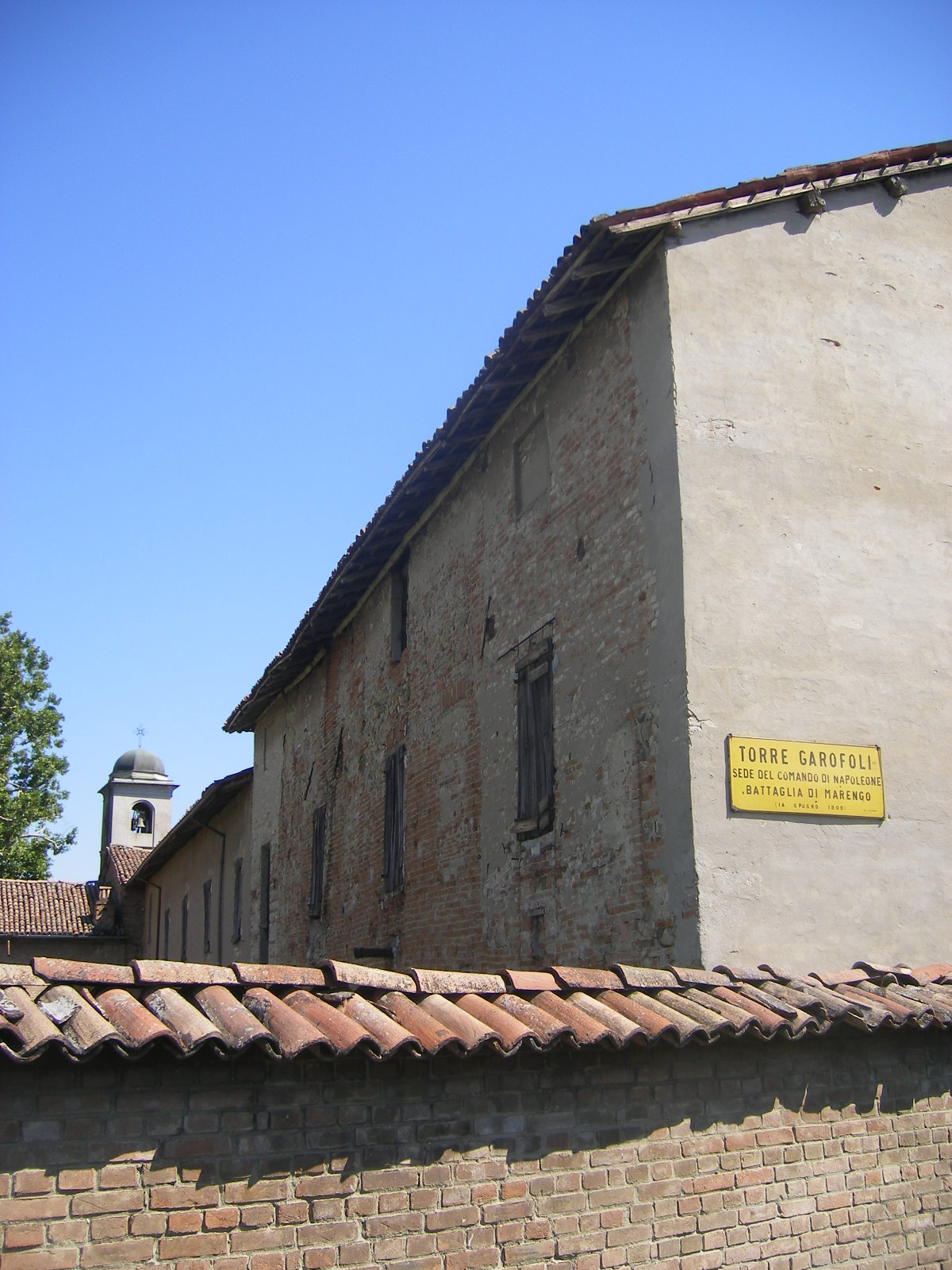
Torre Garofoli - O quartel-general do Exército francês durante a Batalha de Marengo.

Os Austríacos tinham em Itália uma força que, no total, somava cerca de 70 000 homens. No entanto, cerca de 44 000 encontravam-se destacados e em guarnições. Das tropas que participaram na batalha, a coluna sob comando do General O'Reilly encontrava-se em Marengo. No dia 13 de Junho, o Exército de Reserva atravessou o Rio Scrivia. Napoleão esperava encontrar os austríacos entre este rio e o Bormida. A superioridade austríaca em cavalaria permitia concluir que iriam procurar combater num terreno que fosse vantajoso àquela arma. O I Corpo, sob o comando de Victor-Perrin, seguiu pela estrada que conduzia a Alexandria e a Divisão de Gardanne, nessa tarde, em Marengo, entrou em contacto com as tropas austríacas do general O'Reilly obrigando-as a retirar. As tropas francesas avançaram até ao Bormida.
As forças de O'Reilly retiraram e foram colocadas ao abrigo da artilharia (14 bocas de fogo) que Melas tinha posicionado na testa de ponte na margem oriental do Rio Bormida. Gardenne considerou que tinha cumprido a sua missão e não tentou atacar a testa de ponte. Além disso enviou informações para o quartel-general afirmando que O'Reilly tinha atravessado para a margem Oeste do Bormida e que a ponte tinha sido destruída. Napoleão convenceu-se que Melas se encontrava em retirada e que, assim, O'Reilly comandava a guarda de retaguarda.
Convencido de que o comandante austríaco estava a manobrar para fugir à batalha, Napoleão enviou Desaix com a Divisão de Boudet para Serravilla, na estrada que ligava Alexandria a Génova. A norte, manteve as divisões de Lapoype e Chagran na região entre Ogogno e o Rio Pó. As tropas de Suchet (o que restava do Exército de Itália) encontravam-se na região de Acqui. Como Napoleão não utilizou a sua cavalaria em ações de reconhecimento da situação do inimigo, a sua convicção de que Melas procurava fugir à batalha foi reforçada pela retirada das tropas de O'Reilly. Baseando-se também na informação de que a ponte estava destruída, Napoleão concluiu que não havia o perigo de os austríacos lançarem um ataque frontal e, assim, as tropas francesas passaram a noite nas posições que tinham alcançado, como se o inimigo se encontrasse distante, e Napoleão passou a noite cerca de 10 km para a retaguarda de Marengo. As tropas francesas à disposição de Napoleão encontravam-se, então, nas seguintes posiçõesː
- - O quartel general encontrava-se em Torre de Garofoli; ali encontrava-se também a Guarda Consular e dois regimentos de cavalaria;[nota 5]
  - À frente da linha marcada por Marengo e Castel-Ceriolo, de sul para norte, encontravam-se as divisões de Gardanne, Chambarlhac, Watrin e Monnier;
  - À retaguarda das divisões de Victor-Perrin (Gardanne e Chambarlhac), encontrava-se a brigada de cavalaria de Kellermann;
  - À retaguarda de Watrin encontrava-se a brigada de cavalaria de Champeaux;
  - Em Sale, a norte de San Giuliano, encontrava-se a Brigada de Cavalaria de Rivaux, com a finalidade de proporcionar cobertura à direita do dispositivo.

O general Melas contrariamente ao que Napoleão pensava, não decidiu retirar. Pelo contrário, decidiu atacar o Exército de Reserva, por forma a abrir caminho para restabelecer a sua linha de comunicações ao longo da margem direita do Rio Pó e a passar para a margem esquerda (norte) em Valenza (cerca de 14 km a norte de Alexandria) e seguir por Pavia até ao Rio Mincio. Para concretizar este plano, a coluna do General Ott iria atacar em direção a Castel Ceriolo, onde atacariam o que pensava ser o principal corpo de tropas francês; a coluna principal, sob o comando direto de Melas, iria atacar ao longo da estrada Marengo – San Giuliano, onde pensava que se encontrava a ala esquerda do Exército de Reserva. O general O'Reilly, depois de retirar de Marengo, guarneceu as fortificações da testa de ponte na margem oriental (do lado dos franceses) do Rio Borgida a fim de o exército austríaco manter a posse da ponte e do terreno a partir de onde seria lançado o ataque contra as forças francesas.

### O ataque austríaco

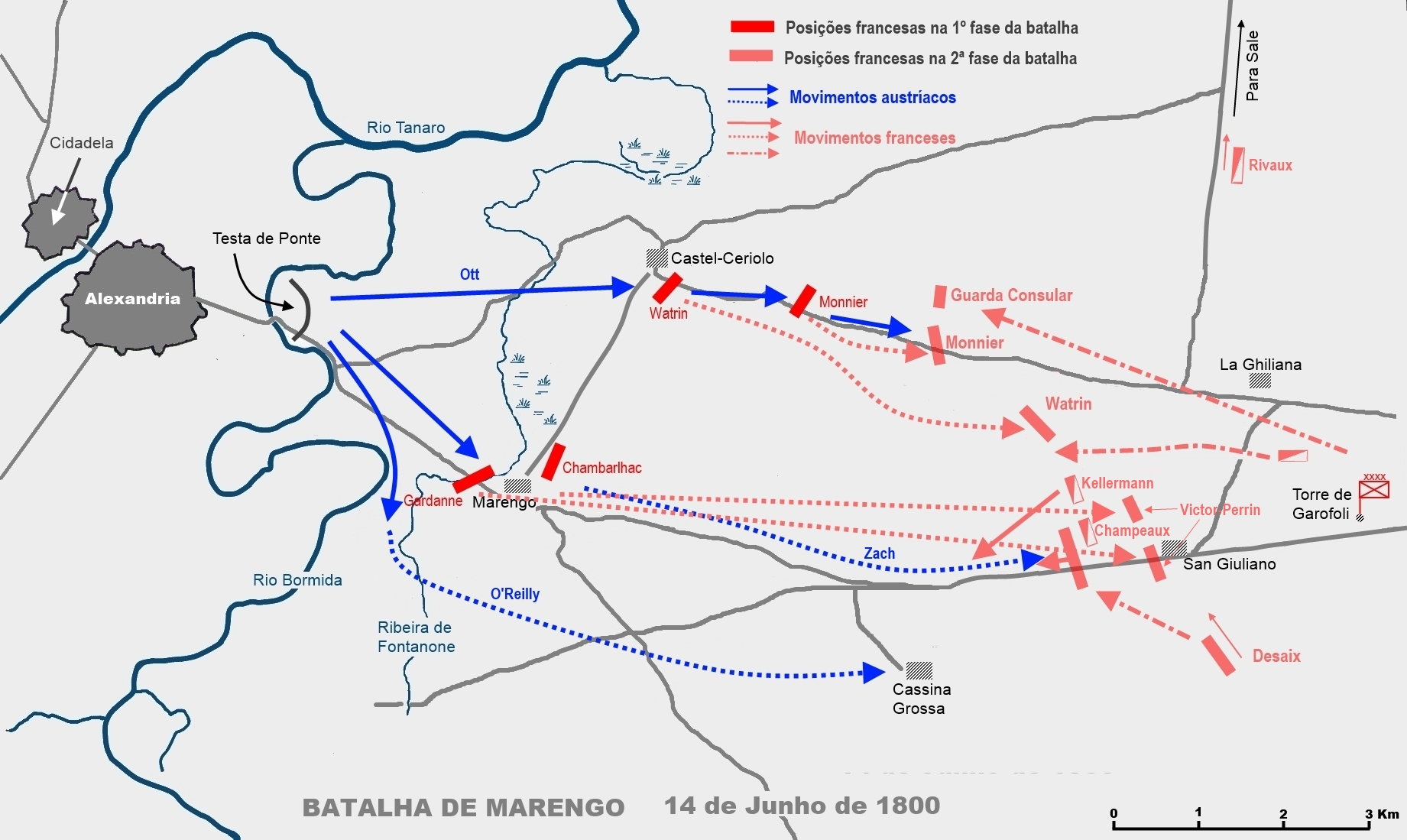
Mapa da Batalha de Marengo tendo assinaladas as posições das primeira e segunda fases da batalha.

Ao amanhecer do dia 14 de Junho, a coluna do general O'Reilly, que constituía a testa de ponte, atacou as tropas de Gardanne em Pietra Bona. Para permitir um avanço tão rápido quanto possível das outras colunas para a margem oriental do Bormida, os austríacos construíram duas pontes provisórias. No entanto, a fortificação da testa de ponte tinha apenas uma passagem para as tropas poderem desenvolver o dispositivo de ataque e, assim, demoraram algum tempo a colocar todas as forças em posição. Só pelas 08h00 o ataque atingiu as restantes forças de Victor-Perrin. O ataque foi forte e os franceses retiraram para Marengo.
Melas teve conhecimento de que as tropas de Suchet se encontravam em Acqui e receou que a sua retaguarda fosse ameaçada. Assim, destacou uma força de 2 200 homens de cavalaria para enfrentar aquele perigo. Quando todas as tropas se encontravam dispostas no terreno, prontas para avançar, foi lançado o ataque aos franceses que se encontravam em Marengo. Os combates foram muito violentos mas as tropas de Victor-Perrin, apoiadas pela cavalaria de Kellermann, conseguiram resistir.
As notícias do ataque frontal austríaco surpreenderam Napoleão que, de acordo com as memórias de Marmont, concluiu rapidamente que Gardanne tinha feito um falso relatório sobre a destruição da ponte, chegou ao campo de batalha pelas 11h00, vindo do quartel-general, à retaguarda, e rapidamente se apercebeu da situação. Enviou uma mensagem a Desaix para regressar a San Giuliano. Depois de utilizar todas as suas tropas disponíveis para tentar manter a frente até à chegada de Desaix, Napoleão ficou com uma reserva reduzida a 800 homens de infantaria e 360 de cavalaria pertencentes à Guarda Consular que foi empenhada na região entre Castel Ceriolo e Villanova. A situação estava a tornar-se cada vez mais difícil e Napoleão estava a pagar pelo erro de dispersar as suas tropas. Melas, por seu lado, talvez já tivesse obtido a vitória se não tivesse enviado parte importante da sua cavalaria para conter um possível avanço de Suchet.
Entretanto, na zona de Marengo, as divisões de Victor-Perrin eram atacadas frontalmente e a sua direita começava a ser envolvida sem que a Divisão de Watrin conseguisse dar algum apoio. A povoação de Marengo foi abandonada e as divisões francesas foram obrigadas a recuar. A lentidão dos austríacos em perseguir as tropas em retirada permitiu aos franceses recuar de forma ordeira e manter uma linha de combate. No entanto, a situação era crítica e as divisões francesas continuavam a recuar. Os franceses já tinham cedido quase 5 km de terreno e dois terços da sua artilharia tinha sido capturada.
Os austríacos estavam a ter sucesso no seu ataque e o normal, nestas circunstâncias, é prepararem-se para desencadearem o que em tática se chama “Exploração do sucesso”. No entanto, o general Melas, já com 71 anos no dia da batalha, com dois ferimentos ligeiros, satisfeito com os resultados obtidos e seguro da vitória, entregou o comando das tropas ao seu chefe de estado-maior e voltou para Alexandria. Deixou instruções ao General Zach para perseguir o inimigo em retirada e destruí-lo. Só então foram dadas ordens para reunir uma coluna para marchar em direção a San Giuliano. Os combates já duravam há nove horas, as tropas estavam cansadas e, portanto, o avanço dos austríacos foi lento.

### Da quase derrota à vitória francesa
Os austríacos demoraram muito tempo a organizar a coluna para perseguir os franceses. Depois, quando se dirigiram para San Giuliano, fizeram-no em coluna de marcha e não em coluna de ataque. As tropas francesas em San Giuliano prepararam-se para recuar para Torre de Garofoli. Finalmente, Desaix, com a divisão do general Boudet (5 300 homens), apareceu vinda de Rivalta. As ondulações do terreno permitiram-lhe ocultar o seu movimento e surpreender o inimigo, eram pouco mais que 17h00. As tropas francesas formaram uma linha em que a ala esquerda assentava em San Giuliano. Marmont colocou a artilharia à direita de Desaix. Kellermann colocou-se entre as tropas de Desaix e as de Lannes. Este general, com alguns dos batalhões da divisão de Monnier, reformulou a frente do dispositivo para norte. A Guarda Consular colocou-se à retaguarda da ala direita de Lannes. A cavalaria de Champeaux formou em linha à retaguarda de Desaix. Victor-Perrin esforçou-se para conseguir reunir e formar uma segunda linha à retaguarda de Desaix com os batalhões que se encontravam dispersos.
O que os franceses pretendiam era, em primeiro lugar, fazer parar a perseguição inimiga. Para isso, foi decidido atacá-lo na frente da coluna que se dirigia para San Giuliano. A coluna de Ott encontrava-se em Villanova e a coluna de O'Reilly em Cassina Grossa. Só ao chegar perto de San Giuliano, a coluna sob comando do general Zach viu a nova linha defensiva que se tinha formado. Então Marmont abriu fogo com a artilharia, a curta distância, utilizando munições antipessoal. Desaix lançou o ataque e foi seguido por Victor-Perrin. A frente da coluna austríaca, surpreendida pelo ataque, recuou. O general Desaix, no entanto, foi mortalmente atingido no início do combate. Kellermann, com parte da cavalaria, lançou um ataque sobre a coluna austríaca e enviou outro corpo de cavalaria para enfrentar uma força da cavalaria austríaca que avançava entre Poggi e Guasca. Em meia hora, as forças francesas cercaram e capturaram o general Zach com outros quarenta oficiais e perto de dois mil homens.
A cavalaria de Kellermann, reforçada com os efetivos de Champeaux e da Guarda Consular, lançaram uma carga sobre a cavalaria austríaca. A infantaria avançou também por onde, na primeira fase da batalha tinha retirado. Os austríacos cansados, cederam e começaram a recuar. A cavalaria francesa, explorou bem o sucesso desta vitória e perseguiu as forças austríacas até ao Rio Bormida. Alguma resistência foi feita em Marengo pelas forças de O'Reilly mas não foi possível evitar a derrota. Os franceses deram a vitória como certa pelas 22h00.

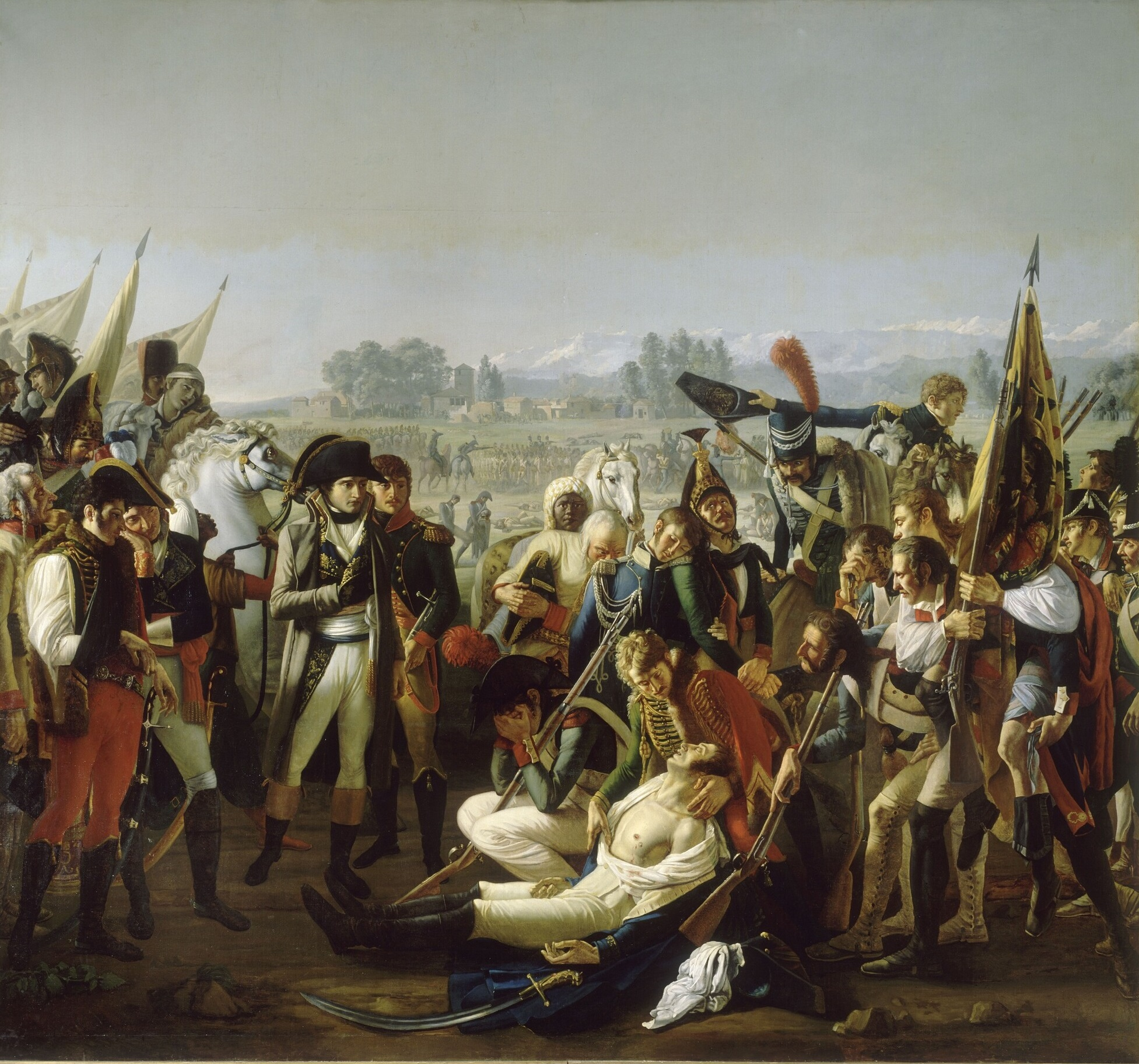
Morte do general Desaix – pintura de Jean Broc (1771–1850) executada em 1806

## Resultado da batalha
De acordo com os dados fornecidos pelo general Berthier, os franceses sofreram 1 100 mortos e 3 600 feridos; 900 homens foram capturados ou desapareceram; o general Desaix morreu no campo de batalha; quatro outros generais foram feridos e, um deles, o general Champeaux acabou por falecer em Milão, a 28 de Julho, em consequência desses ferimentos. Os austríacos, por seu lado, sofreram 963 mortos, entre eles o general Haddick, e 5 518 feridos, entre os quais se encontravam 5 oficias generais e 238 outros oficiais. Foram capturados 2 921 austríacos. Os franceses capturaram também 13 bocas de fogo de artilharia e 13 carros de munições. Os austríacos, na retirada para Alexandria, abandonaram 20 bocas de fogo de artilharia no Rio Bormida. Esta foi a batalha mais sangrenta da campanha.
As tropas austríacas e francesas no Norte de Itália só voltariam a defronta-se, nesta campanha, nos dias 25 e 26 de Dezembro, no confronto que ficou conhecido como Batalha do Rio Mincio ou Batalha de Pozzolo, travada já depois de assinado o armistício. Após a batalha de Marengo, o general Melas assinou uma convenção em Alexandria na qual se estabeleciam os termos do armistício em Itália. A paz entre a França e a Áustria só foi estabelecida no Tratado de Lunéville, assinado a 9 de Fevereiro de 1800, depois de as tropas austríacas sofrerem uma importante derrota na Batalha de Hohenlinden, na Baviera, a 3 de Dezembro desse ano.